# Barkur
Barkur (in kannada: ಬಾರ್ಕೂರು) è una città dell'India, situata nel distretto di Udupi, nello stato federato del Karnataka.

## Storia
La città fu importante porto dell'Impero Vijayanagara tra il XV ed il XV secolo; poi perse gradualmente importanza a causa dell'insabbiamento del fiume.